# 雷沙德·卡普钦斯基
雷沙德·卡普钦斯基（波蘭語：Ryszard Kapuściński，1932年3月4日—2007年1月23日），波兰记者、作家、摄影家和诗人。他在现属白俄罗斯的平斯克出生。卡普钦斯基将自己的作品成为“报告文学”，他的流派有时被认为是“魔幻新闻主义”。他是被翻译成最多外语的波兰语作家之一，仅次于維斯拉瓦·辛波絲卡。